# Dieło Truda
Dieło Truda (ros. Дело Труда, tłum. sprawa pracy) – czasopismo, a zarazem określenie grupy rosyjskich anarchistów przebywających na emigracji we Francji po zwycięstwie bolszewików w rosyjskiej wojnie domowej i upadku powstania machnowców na Ukrainie.

## Historia
W 1926 r. działająca w Paryżu grupa opublikowała tekst „Platforma organizacyjna wolnościowego komunizmu”, w którym w oparciu o swoje doświadczenia z rewolucji lutowej i październikowej oraz wojny domowej twierdziła m.in., że ruch anarchistyczny potrzebuje silniejszej niż dotychczas struktury politycznej oraz jedności organizacyjnej. Na bazie tych poglądów powstała w późniejszym czasie w ramach ruchu anarchistycznego pewna tendencja organizacyjna nazywana platformizmem.
Poglądy grupy zostały skrytykowane przez wielu anarchistów, m.in. Errico Malatestę, Aleksandra Berkmana czy Wolina jako autorytarne.
W późniejszym czasie pod naciskiem zarówno władz francuskich, jak i stalinowców czasopismo zostało przeniesione do Chicago w Stanach Zjednoczonych. Do 1939 r. ukazywało się jako osobny periodyk, a potem zostało połączone z anarchosyndykalistycznym pismem „Probużdienie” (Пробуждение, tłum. przebudzenie) i wydawany był do 1950 r. jako „Dieło Truda-Probużdienie”, pod redakcją Grigorija Maksimowa.
Do grupy należeli m.in.:
- Nestor Machno
- Piotr Arszynow
- Ida Mett